# Diboryne
Un diboryne est un composé chimique contenant une liaison triple entre deux atomes de bore. De tels composés sont très utiles pour tester les modèles de liaison chimique, bien que peu d'entre eux aient été documentés à ce stade. Un diboryne stabilisé par deux groupes carbonyle O≡C··B≡B··C≡O et caractérisé par isolation en matrice (en) a été publié en 2002. Un diboryne stable à température ambiante avec deux unités carbène N-hétérocyclique (en) (NHC) a été publié en 2012. La molécule de dibore B2 a normalement une liaison simple, mais certains ligands en modifient le diagramme d'orbitales moléculaires au point d'induire une triple liaison.